# Kuta Trieng (Darul Makmur)
Kuta Trieng is een bestuurslaag in het regentschap Nagan Raya van de provincie Atjeh, Indonesië. Kuta Trieng telt 1291 inwoners (volkstelling 2010).